# Skytské náboženství

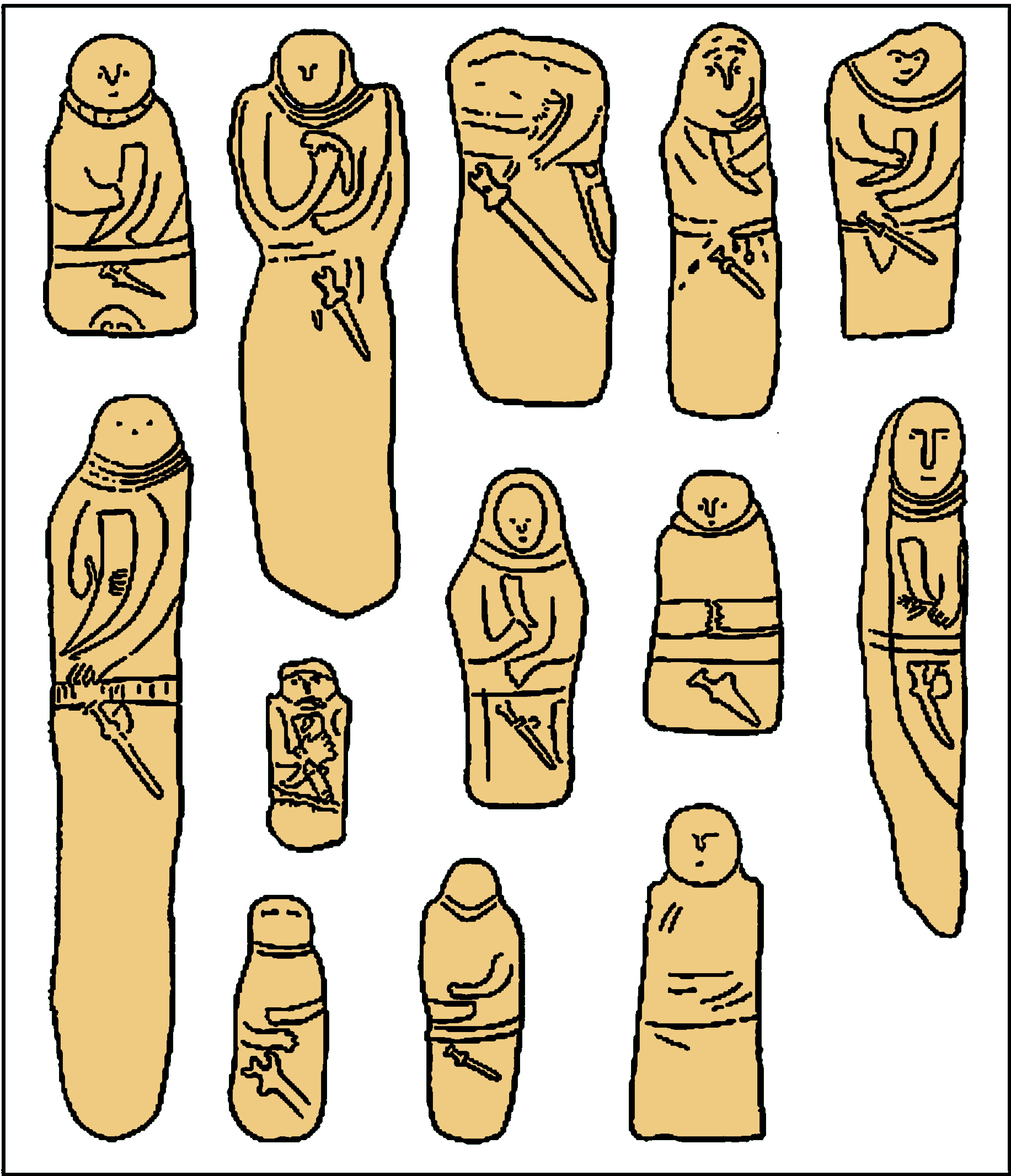
Skytské stély z 6. a 5. století př. n. l. zobrazující válečníky s picím rohem, snad zemřelé pohřbené v kurganech

Skytské náboženství označuje soubor věrských představ a praktik Skytů, kočovného národa íránského původu sídlícího zhruba od 7. do 3. století př. n. l. v severním Černomoří. Skytové nepoužívali písmo, a tak naše znalosti o jejich duchovní kultuře vycházejí z cizích a nepřímých zdrojů: antických pramenů, íránských a indoevropských paralel, onomastiky a archeologických nálezů.
Kult byl provozován profesionálními kněžími, ale není jasné, zda tvořili nějakou dědičnou kastu. Zvláštní skupinu náboženských specialistů představovali Enarové, věštci, kteří byli nějakým způsobem androgynní, kteří se podle některých hypotéz věnovali šamanismu. Bohům byli nabízeny zvířecí oběti, zpravidla uškrcením, pouze „Areovi“ krvavé.

## Mytologie
O božstvech, která Skytové ctili, psal v 5. století př. n. l. řecký historik Hérodotos. Za nejvyšší božstvo označil Tabiti, kterou identifikoval s Hestií, a dále pak uvedl několik dalších božstev, kterým přiradil řecké protějšky. Jiné prameny o skytských božstvech jsou velmi skrovné.
Ke známým božstvům kromě Tabiti náleží:
- Papaios - Hérodotem ztotožněný s Diem, nejspíše vládce nebes
- Api - Hérodotem ztotožněná s Gaiou, snad bohyně země a vod
- Goitosyros/Oitosyros - Hérodotem ztotožněný s Apollónem, snad analogický perskému Mithrovi nebo Vájuovi
- Agrimpasa/Artimpasa/Arippasa - Hérodotem ztotožněná s Afroditou, snad bohyně plodnosti analogická perské Anáhitě
- Thagimasadas - Hérodotem ztotožněný s Poseidónem, podle téhož autora uctívaný jen „královskými Skyty“, snad bůh vod a koní analogický perskému Apam Napátovi
- božstvo neznámého jména Hérodotem ztotožněné s Héraklem, snad první člověk, prapředek Skytů
- božstvo neznámého jména Hérodotem ztotožněné s Areem, podle téhož autora jediné božstvo kterému stavěli Skytové svatyně
- Dithagoia, bohyně uváděná na nápisu v Pantikapaionu

Z mýtů se u Hérodota a dalších klasických autorů dochoval příběh o původu lidí, tedy Skytů, jejich králů a jejich společnosti. Prvním člověkem byl Targitaos synem „Dia“ a dcery boha řeky Borysthenés a měl tři syny se jmény Lipoxais, Arpoxais a Kolaxais. Když synové vládli z nebe spadlo troje zlaté náčiní: pluh a jho, sekera a nakonec miska. Jediný, kdo byl předměty schopen zvednout, byl nejmladší Kolaxais, a tak byl svými bratry uznán za jediného krále. Tento mýtus má své analogie v dalších íránských tradicích a schopnost zvednou zlaté nebeské předměty lze spojit s perskou, respektive zarathuštrickou, chvarenou, královskou „nádherou“. Trojice předmětů také odpovídá trojfunkční ideologii.